# Avibrissosturmia plaumanni
Avibrissosturmia plaumanni är en tvåvingeart som beskrevs av Guimaraes 1983. Avibrissosturmia plaumanni ingår i släktet Avibrissosturmia och familjen parasitflugor. Inga underarter finns listade i Catalogue of Life.